# Yazgülü Zeybek

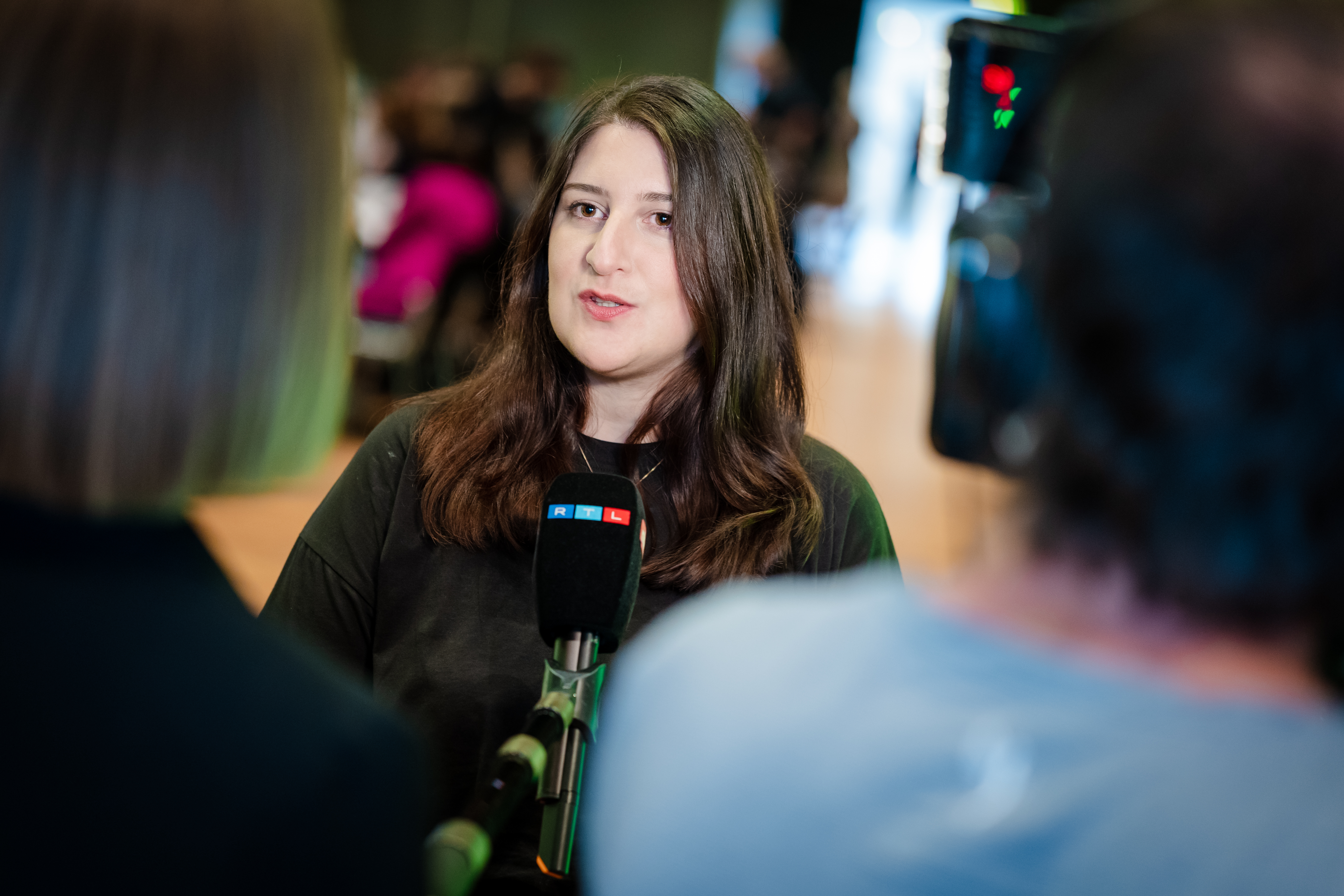
Yazgülü Zeybek (2022)

Yazgülü Zeybek (* 1986 in Solingen) ist eine deutsche Politikerin (Bündnis 90/Die Grünen) und seit dem 26. Juni 2022 gemeinsam mit Tim Achtermeyer Landesvorsitzende der Grünen in NRW.
Sie verbrachte ihre Jugend in Wuppertal und Istanbul, wo sie an der Deutschen Schule ihr Abitur erhielt. Sie studierte an der London School of Economics and Political Science. Später arbeitete sie in Brüssel und trat dort den Grünen bei. 2012 zog sie nach Wuppertal, wo sie bis zu ihrer Wahl als Landesvorsitzende als Politikwissenschaftlerin an der Bergischen Universität arbeitete und bei Hans J. Lietzmann zur Rolle der türkischen Zivilgesellschaft promoviert.
Von 2017 bis 2022 war sie Mitglied des Stadtrats von Wuppertal und seit September 2020 Fraktionsvorsitzende der Ratsfraktion. Zeybek bekleidete im Rahmen ihres Ratsmandats folgende Ämter im Stadtrat und in städtischen Einrichtungen:
- Mitglied im Hauptausschuss,
- im Ausschuss Wirtschaft, Arbeit und Nachhaltigkeit,
- im Ausschuss Stadtentwicklung und Bauen sowie
- Vorsitzende des Aufsichtsrates der GWG und
- Mitglied im Verwaltungsrat der Stadtsparkasse.